# The Settlers: Heritage of Kings
The Settlers: Heritage of Kings (неофициальное название The Settlers V) — компьютерная игра в жанре стратегии в реальном времени; пятая часть из серии The Settlers. В Heritage of Kings разработчики отказались от использования обычной модели игры, которая существовала во всех играх серии. Хотя основная идея осталась та же.
В Heritage of Kings сохранились основные характеристики классического геймплея The Settlers.

## Сюжет
Главный герой — молодой человек по имени Дарио. В один прекрасный день скрытая в долине с единственным перевалом деревушка Тальгрунд, где Дарио живёт с детства, подвергается нападению зловещих Чёрных рыцарей. Дарио возглавляет ополчение и вышвыривает негодяев из долины. До него доходит слух, что некоторые другие деревни также подверглись нападению Чёрных рыцарей, и что среди них числится и та, где проживала матушка Дарио.
С небольшим отрядом герой прорывается в деревушку к матери и застаёт её умирающей. Перед смертью мать открывает ему давно хранившуюся тайну: Дарио — на самом деле сын короля некогда существовавшей Империи, раздробленной на части войском Чёрных рыцарей во главе с генералом Кербером, правой рукой некого Мордреда.
Тогда Дарио берётся за нелёгкую задачу: он решил восстановить Империю, для чего следует объединить разрознённые крепости, каждая из которых теперь является центром одной из областей, на которые распалось некогда великое государство. Постепенно вокруг Дарио собирается команда преданных соратников: друг детства Эрек, являющийся командующим армией Кроуфорда; дядя Дарио — Гелиас: священник и ловкий дипломат; Ари, бывшая воровка (а в будущем — невеста Дарио); шахтёр и непревзойдённый знаток взрывчатки Пилигрим и восточный учёный Салим, алхимик при дворе короля Фольклунга (одной из крепостей, которые являются центрами областей).
Дарио встречается с правителями всех областей: чаще ему удаётся мирно убедить их присоединиться к его замыслу (обязательно избавив область от проблем самого разного свойства, будь то орды варваров, осаждающих замок, нехватка средств на реставрацию старинного собора или многолетняя засуха), хотя иногда приходится действовать силой, изгоняя власть имущих с их земель (в случае столкновения с тиранией или вероломством).
Около бывшей столицы Империи, Замка Старого Короля, Дарио с соратниками захватывает в плен генерала Кербера, который оказывается сыном Гелиаса и двоюродным братом Дарио. Кербер весьма убедительно изображает раскаяние и уговаривает героев взять его в союзники. Однако вскоре он предаёт их, ускользает в замок своего повелителя Мордреда, где расправляется с ним и становится новым Командиром Тёмных Орд. Но Дарио с соратниками, за которыми стоит мощь вновь объединённой Империи, сокрушает орды Чёрных рыцарей, наголову разбивает Кербера и становится новым имперским королём.

## Игровой процесс
Геймплей серьёзно изменился по сравнению с прошлыми играми серии:
1. Исчезли носильщики, взамен материалы и товары поступают на склад автоматически, сразу после их получения.
2. Многие здания лишились своих функций.
3. Ресурсно-товарные цепочки серьёзно упростились.
4. Пересекать водные препятствия стало можно лишь зимой, когда реки покрывались льдом. (Однако в DLC есть возможность строить мосты на специальных площадках)[7]

- За счёт новвоведений:

1. Появилась смена времён года, которая стала играть определённую роль. (во время дождя стрелки наносят меньший урон, весной тающий лёд может утопить находящиеся на нём отряды)
2. В игре появились герои, значительно превосходящие по силе рядовых юнитов, и обладающие специальными умениями. Например, сам Дарио ведет разведку с помощью ручного сокола. Священник Гелиас переманивает вражеские отряды. Эрик может усилить войска вокруг. Пилигрим способен заложить бомбу. Салим умеет делать ловушки. А Ари умеет прятаться, незаметно передвигаться и вызывать на помощь разбойников.

## Дополнения
К игре было выпущено следующие дополнения:
- The Settlers: Heritage of Kings — Expansion Disc (2005)
- The Settlers: Heritage of Kings — Legends Expansion Disc (2005)
- The Settlers: Heritage of Kings — Gold Edition (2005)

Они добавляют новых персонажей и дают возможность сыграть за других героев игровой компании.
- The Settlers: Heritage of Kings — History Edition (2018) — перевыпуск в Steam, включающий все дополнения.

## Продажи
The Settlers: Heritage of Kings за пять недель разошлась на территории Германии тиражом в 220 000 копий, всего в мире было куплено 5 000 000 копий игры.

## Отзывы
| Сводный рейтинг | Сводный рейтинг |
| Агрегатор       | Оценка          |
| --------------- | --------------- |
| GameRankings    | 61,35 %         |

### Зарубежная игровая журналистика
Игра получила неоднозначный приём у западных критиков. Metacritic, основываясь на 29 рецензиях, дал игре 58 %.

### Российская игровая пресса
Крупнейший российский портал игр Absolute Games поставил игре 77 %. Обозреватель отметил качественный геймплей игры и красивую графику. К недостаткам были отнесены слабый сюжет и отказ игры от многих элементов серии. Вердикт: «Кому-то игра понравится, кому-то — нет, но, в любом случае, искать в ней тех самых никогда не унывающих человечков, что с одинаковым энтузиазмом таскали на плече бревна, рубили уголь и размахивали мечами, я не советую. Бесполезное занятие. Только настроение испортите».
Игромания поставила игре 8,0 баллов из 10, сделав следующее заключение: «Пусть слово The Settlers не введет вас в заблуждение. Heritage of Kings не имеет абсолютно ничего общего со всеми предыдущими играми сериала. А вот к сожалению или к счастью — определитесь, пожалуйста, сами».
Страна Игр поставила игре 8,0 из 10 баллов.